# غلين ويلان
غلين ويلان (بالإنجليزية: Glenn Whelan)‏ (مواليد 13 يناير 1984 في دبلن - جمهورية أيرلندا) لاعب كرة قدم أيرلندي يلعب حاليا لصالح نادي الدرجة الممتازة ستوك سيتي الإنجليزي منذ 2008 في مركز الوسط المهاجم .

## مسيرته الكروية
لعب غلين ويلان خلال مسيرته الاحترافية مع 7 أندية في عشرون موسمًا وسجل خلالها 19 هدفًا ضمن 540 مباراة. ولم يفز بأي موسم بالكأس أو بالدوري.
خاض غلين ويلان مسيرته مع نادي بوري في موسم 2003–04 لمدة موسم واحد، مشاركًا في 13 مباراة ولم يسجل أي هدف. ثم انتقل إلى نادي شيفيلد وينزداي في موسم 2004–05 ليلعب معه أربعة مواسم، حيث شارك في 142 مباراة سجل خلالها 12 هدفًا. لينتقل بعدها إلى نادي ستوك سيتي في موسم 2007–08 ليلعب معه عشرة مواسم، مشاركًا في 291 مباراة سجل خلالها 5 أهداف. ثم انتقل إلى نادي أستون فيلا في موسم 2017–18 ولمدة موسمين، مشاركًا في 68 مباراة سجل خلالها هدفين. هذا وانتقل لاحقًا إلى فليتوود تاون في موسم 2019–20 لمدة موسم واحد، مشاركًا في 11 مباراة ولم يسجل أي هدف.

## روابط خارجية
- غلين ويلان على موقع الاتحاد الدولي (مؤرشف)  (الإنجليزية)
- غلين ويلان على موقع الاتحاد الأوربي (الإنجليزية)
- غلين ويلان على موقع قاعدة بيانات كرة القدم.إي يو (الإنجليزية)
- غلين ويلان على موقع بيانات كرة القدم. دي إي (الألمانية)
- غلين ويلان على موقع ناشيونال فوتبول تيمز (الإنجليزية)
- غلين ويلان على موقع Soccerbase.com (لاعب) (الإنجليزية)
- غلين ويلان على موقع Soccerway.com (الإنجليزية)
- غلين ويلان على موقع عالم كرة القدم.نت (الإنجليزية)
- غلين ويلان على موقع كووورة
- غلين ويلان على موقع AS.com (الإسبانية)